# Distretto di Kicukiro
Il distretto di Kicukiro è un distretto (akarere) del Ruanda, parte della provincia di Kigali, con capoluogo Kicukiro.
Il distretto si compone di 10 settori (imirenge):
- Gahanga
- Gatenga
- Gikondo
- Kagarama
- Kanombe
- Kicukiro
- Kigarama
- Masaka
- Niboye
- Nyarugunga